# Гоголев (Гомельская область)
Гоголев (бел. Гогалеў) — посёлок в Калинковичском районе Гомельской области Беларуси. В составе Липовского сельсовета.

## География

### Расположение
В 44 км на северо-восток от Калинкович, 14 км от железнодорожной станции Холодники (на линии Жлобин — Калинковичи), 68 км от Гомеля.

### Гидрография
На юге и севере мелиоративные каналы.

## Транспортная сеть
Транспортные связи по просёлочной, затем автомобильной дороге Гомель — Лунинец. Планировка состоит из прямолинейной улицы, близкой к меридиональной ориентации, к которой на юге под прямым углом присоединяется с востока вторая прямолинейная улица. Застройка деревянная, двусторонняя усадебного типа.

## История
Обнаруженное археологами городище (в 1,5 км от деревни, в урочище Городинка) свидетельствует о заселении этих мест с давних времён. Посёлок основан в начале XX века переселенцами из соседних деревень. Наиболее активная застройка относится к 1920-м годам. В 1929 году жители вступили в колхоз. Имелась начальная школа (в 1935 году 35 учеников). Во время Великой Отечественной войны действовала подпольная группа (руководитель С. П. Алисейко, погиб). В 1943 году в деревне и окружающих лесах базировались Василевичские подпольные райкомы КП(б)Б и ЛКСМБ, Василевичская партизанская бригада имени П. К. Пономаренко Полесского соединения. 12 жителей погибли на фронте. Согласно переписи 1959 года в составе экспериментальной базы «Липов» (центр — деревня Липов).

## Население

### Численность
- 2004 год — 38 хозяйств, 77 жителей.

### Динамика
- 1959 год — 231 житель (согласно переписи).
- 2004 год — 38 хозяйств, 77 жителей.